# 小野平八郎
小野 平八郎（おの へいはちろう）は、日本の財務官僚。2025年日本国際博覧会協会副事務総長（理事）、財務省大臣官房付派遣職員。
財務省主税局総務課長、財務省大臣官房審議官、財務省総括審議官、財務総合政策研究所副所長兼ウズベキスタン金融財政アカデミー（BFA）名誉第一副院長などを歴任した。

## 来歴

### 生い立ち
北海道登別市に生まれ、熊本県熊本市で育った。熊本大学教育学部附属中学校、熊本県立熊本高等学校を卒業後、東京大学に進学。
父は自衛官で、平八郎の名は東郷平八郎にちなむとも云われる。一家4人で自衛官の官舎に住まい、中学・高校時代は常に成績が学年トップであり、東大合格組の中でもレベルが違うといわれていたという。のみならず、ラグビー部でもリーダーシップを発揮。「オノヘイ」と渾名され、親しまれたという。
1989年（平成元年）に東京大学法学部を卒業し、法学士の学位を取得。大学在学中に国家公務員採用I種試験に合格し、大蔵省に入省する。
2022年5月20日午前0時半頃、酒に酔った状態で東急田園都市線の電車に乗車し、他の乗客を殴った暴行の現行犯で逮捕された。

### 官僚として
1989年（平成元年）より大蔵省に勤務した。主計局総務課に配属。集まってくる種々様々な情報書類をコピー機で増刷し、関係部署係に配布するのが主な仕事で、廊下を飛び回る「廊下トンビ」の生活を過ごした。
2000年（平成12年）7月から予算の全体のフレーム（総枠）づくりを行う主計局総務課長補佐（企画）に就く。
2001年（平成13年）1月の中央省庁再編に伴い、以降は財務省に勤務する。財務省主計局総務課長補佐（企画）。
2017年（平成29年）7月には、主税局の総務課長に就任した。2018年（平成30年）7月には大臣官房の審議官（主税局担当）となった。2021年（令和3年）7月8日に総括審議官に起用された。2022年（令和4年）5月20日に前述の事件により大臣官房付。
懲戒処分後、刑事罰を受け、財務総合政策研究所副所長兼ウズベキスタン金融財政アカデミー名誉第一副院長に異動し、日本の財政問題に関する講演活動や、ウズベキスタンでの合同セミナーの開催などに従事した。
2023年（令和5年）からは準備が遅れて懸案となっていた2025年日本国際博覧会協会に副事務総長（理事）として派遣され、新設の総合戦略室を統括し、意思決定の迅速化や総合調整機能の強化などを進めた。

## 人物
日本酒好きではあるが、冷静沈着かつ温厚で、声を荒らげることもない、物静かな性格で、社交的なタイプではないとされる。同じ主税畑出身の矢野康治事務次官からの評価が高かったとされ、将来の次官候補として次期官房長に事実上内定していたことにプレッシャーを感じていたとも報じられた。事件前日は、財政政策検討本部（西田昌司本部長）の抵抗により財政健全化推進本部（額賀福志郎本部長）での決定が見送られたのち、複数の会合で飲酒を重ねていたといい、財務省幹部からは同情の声も漏れた。小野は財政健全化推進本部の提言の取りまとめ役を担っていたという。
自宅は土地だけで6000万円を超える資産価値を有する物件だという。

## 略歴
- 1989年
  - 東京大学法学部卒業[2]。
  - 大蔵省入省[2]。
- 1995年 - 網走税務署長。
- 1997年 - 大蔵省大臣官房文書課長補佐（審査・管理） 兼 大臣官房秘書課長補佐（調査）[19]。
- 2000年 - 大蔵省主計局総務課長補佐（企画）[6]。
- 2001年
  - 財務省主計局総務課長補佐（企画）[6]。
  - 財務省主計局主計官補佐（公共事業係主査）[20]。
- 2003年 - 財務省主計局主計官補佐（防衛第一係主査）[21][20]。
- 2004年 - 財務省大臣官房文書課長補佐 兼 大臣官房文書課法令審査室長[20]。
- 2006年 - 国際協力銀行開発金融研究所主任研究員[22]。
- 2010年 - 財務省大臣官房付 兼 内閣官房内閣参事官（内閣総務官室） 兼 内閣府大臣官房参事官（総務課担当）[23]。
- 2012年 - 財務省理財局国有財産企画課長 兼 理財局国債企画課[20]、内閣官房内閣参事官（内閣官房副長官補付）、内閣官房行政改革実行本部事務局参事官、不動産鑑定士試験短答式試験試験委員。
- 2013年 - 財務省主計局主計官（国土交通係、公共事業総括係担当）。
- 2015年 - 財務省主税局税制第三課長。
- 2016年 - 財務省主税局税制第一課長。
- 2017年 - 財務省主税局総務課長[2]、不動産鑑定士試験短答式試験試験委員。
- 2018年 - 財務省大臣官房審議官（主税局担当）[2]。
- 2021年 - 財務省総括審議官[2]、内閣官房内閣審議官（内閣官房副長官補付）、内閣官房令和3年経済対策世帯給付金等事業企画室次長。
- 2022年
  - 東急田園都市線の電車内で、酒に酔った状態で乗客に暴行、現行犯逮捕[24]。
  - 総括審議官の職を解かれ、財務省大臣官房付へ異動。
  - 傷害罪で略式起訴され、罰金10万円の略式命令[8]。
  - 減給10分の1（9カ月）の懲戒処分[25]。
  - 財務総合政策研究所副所長[26]、ウズベキスタン金融財政アカデミー（BFA：Banking and Finance Academy）名誉第一副院長[9]。
- 2023年 - 財務省大臣官房付派遣職員[27]、2025年日本国際博覧会協会副事務総長（理事）（総合戦略室、経営企画室、監査室、総務局）[28][12][29]。
- 2024年 - 2025年日本国際博覧会協会入場券販売推進本部本部長代理[30]、2025年日本国際博覧会協会最高財務責任者（CFO）[31]。

## 大蔵省同期
- 青木孝徳（大臣官房長）
- 宇波弘貴（内閣総理大臣秘書官（事務担当））
- 伊藤豊（金融庁監督局長、金融庁総合政策局総括審議官）
- 中村稔（国税庁長官官房審議官（国際担当）、財務総合政策研究所副所長、在英国大使館公使）
- 大津俊哉（国立印刷局理事長、理財局次長（理財担当））